# عیبان (روستا)
 عیبان  (در عربی:  عَیبان ) 
نام روستایی است در دهستان ذُوعَید از توابع استان مَحویت در کشور یمن در شبه جزیره عربستان.

## جمعیت
جمعیت آن (۲۳۸ ) نفر (۱۶ خانوار) می‌باشد.